# منتخب جمهورية الكونغو الديمقراطية تحت 17 سنة لكرة القدم
منتخب جمهورية الكونغو الديمقراطية، للأجيال دون 17 عاما، في لعبة كرة القدم، (بالفرنسية: Équipe de république démocratique du Congo des moins de 17 ans de football) وهو ممثل جمهورية الكونغو الديمقراطية الرسمي في المنافسات الدولية في كرة القدم للأجيال دون 17 سنة .